# Kwiat Jabłoni
A Kwiat Jabłoni lengyel folk pop együttes.

## Története
2018 márciusában Varsóban duóként alakult meg a zenekar, Katarzyna Sienkiewicz és Jacek Sienkiewicz testvérpár alkotja, akik Kuba Sienkiewicz lengyel rockzenész gyermekei.
Korábban a Hollow Quartet együttesben játszottak, amellyel kiadták a Chodź ze mną című albumot, illetve felléptek a Must Be the Music. Tylko muzyka című lengyel tehetségkutató tévéműsorban.
Első, 2018 márciusában megjelent, Dziś późno pójdę spać című daluk mintegy 4 hónap alatt 2 millió megtekintést ért el a YouTube-on; 2021 májusáig ez a szám már 27 millió fölötti. 2018 októberében jelent meg második, Niemożliwe című kislemezük.
2019. február 1-jén adták ki első albumukat Niemożliwe címmel, s az első héten a 7. helyen állt az OLiS lemezeladási listáján. Dalaikat játszotta a Polskie Radio Program III és a Radio Warszawa is.
2019 márciusában a harmadik helyen végeztek a Gazeta Wyborcza lengyel lap által szervezett közvélemény-kutatáson (Plebiscyt Sanki 2019), ahol a lengyel zenei élet új szereplőire lehetett voksolni. Júliusban felléptek a Pol’and’Rock Fesztiválon, ahol már több ezer ember előtt játszhattak; a koncertről készült felvétel november 29-én jelent meg önálló albumként Live Pol’and’Rock Festival címmel.
2020 júniusában elnyerték a Złoty Bączek díjat, amely biztosította számukra a részvételt a 2020-as online Pol’and’Rock Fesztiválon. Novemberben megjelent a Mogło być nic című kislemezük, amely az első hetet követően már több mint egy millió megtekintést ért el a YouTube-on.
2021. február 5-én adták ki második stúdióalbumukat Mogło być nic címmel.

## Tagok
- Jacek Sienkiewicz – ének, mandolin, mandolinbendzsó, elektronika
- Katarzyna Sienkiewicz – ének, billentyűs hangszerek (zongora, elektronikus zongora)
- Grzegorz Kowalski – basszusgitár, szintetizátor[17]
- Marcin Ścierański – ütős hangszerek[17]

## Díjak, elismerések
- PL Video Music Awards (2018)[18]
- Plebiscyt Sanki 2019 3. helyezés (2019)[4]
- Róże Gali 2019 jelölés (2019)[19]
- Nagroda Muzyczna Programu Trzeciego – „Mateusz” különdíj (2019)[20]
- Złoty Bączek díj (2020)[21]

## Stúdióalbumok
- Niemożliwe (2019)
- Mogło być nic (2021)
- Wolne serca (2022)

## Koncertalbumok
- Live Pol’and’Rock Festival 2019 (2019)

## Kislemezek
- Dziś późno pójdę spać (2018)
- Niemożliwe (2019)
- Nic więcej (2019)
- Kto powie mi jak (2019)
- Dzień dobry (2019)
- Za siódmą chmurą (2019)
- Idzie zima (2019)
- Wodymidaj (2020)
- Wzięli mi zamknęli klub (2020)
- Miasto Słońca (2020)
- Mogło być nic (2020)
- Buka (2021)

Egyéb számok
- Wodymidaj (Akustycznie) (2020)
- Drogi proste (2021)
- Byle jak (2021)
- Nie ma mnie (2021)
- Kometa (2021)
- Zaczniemy od zera (2021)
- Maska (2021)
- Bankiet (2021)
- Wyjście z bankietu (2021)

Vendégelőadóként
- Noc (2020)

## Fordítás
Ez a szócikk részben vagy egészben  a   Kwiat Jabłoni című lengyel Wikipédia-szócikk ezen változatának fordításán alapul.  Az eredeti cikk szerkesztőit annak laptörténete sorolja fel. Ez a jelzés csupán a megfogalmazás eredetét és a szerzői jogokat jelzi, nem szolgál a cikkben szereplő információk forrásmegjelöléseként.